# Chalcosyrphus
Chalcosyrphus es un género de moscas sírfidas de la subfamilia Eristalinae. Muchas especies son mímicos de avispas y otros himenópteros y son de colores brillantes o metálicos. Los adultos son similares en estructura y comportamiento a los del género relacionado Xylota pero se diferencian en la morfología de las larvas. Se los encuentra en Europa, Asia, Norteamérica y Sur América. Prefieren hábitats húmedos o pantanosos. Las larvas se alimentan de madera podrida.

## Especies
Subgénero: Chalcosyrphus
- C. admirabilis Mutin, 1984[12]
- C. aristatus (Johnson, 1929)[13]
- C. depressus (Shannon, 1925)[14]
- C. tuberculifemur (Stackelberg, 1963)[15]
- C. valgus (Gmelin, 1790)[16]

Subgénero: Cheiroxylota
- C. auripygus Hippa, 1978[3]
- C. dimidiatus (Brunetti, 1923)[17]

Subgénero: Dimorphoxylota
- C. eumerus (Loew, 1869)[18]

Subgénero: Hardimyia 
- C. elongatus (Hardy, 1921)[20]

Subgénero: Neplas
- C. americanus (Schiner, 1868)[21]
- C. ariel (Curran, 1941)[22]
- C. armatipes (Curran, 1941)[22]
- C. azteca (Curran, 1941)[22]
- C. bettyae (Thompson, 1981)[23]
- C. bidens (Curran, 1941)[22]
- C. boliviensis (Shannon, 1926)[7]
- C. chlorops (Hull, 1948)[24]
- C. chrysopressa (Hull, 1941)[25]
- C. cuprescens (Hull, 1941)[25]
- C. frontalis (Curran, 1941)[22]
- C. grandifemoralis (Curran, 1934)[26]
- C. grisea (Hull, 1941)[27]
- C. lyrica (Curran, 1941)[22]
- C. minor (Shannon, 1926)[7]
- C. pachymera (Loew, 1866)[28]
- C. palitarsis (Curran, 1934)[26]
- C. panamena (Curran, 1941)[22]
- C. pauxilla (Williston, 1892)[29]
- C. pretiosus (Loew, 1861)[30]
- C. proxima (Hull, 1944)[31]
- C. puma (Curran, 1941)[22]
- C. rondanii (Shannon, 1926)[7]
- C. sapphirina (Hull, 1951)[32]
- C. schildi (Shannon, 1926)[7]
- C. smarti (Curran, 1941)[22]
- C. vagabondans (Hull, 1941)[25]
- C. vagans (Wiedemann, 1830)[33]
- C. valeria (Hull, 1941)[27]

Subgénero: Neploneura 
- C. melanocephalus Hippa, 1978[3]
- C. pleuralis (Kertész, 1901)[34]
- C. ventralis (Walker, 1858)[35]
- C. victoriensis (Ferguson, 1926)[4]

Subgénero: Spheginoides
- C. obscura (Szilády, 1939)[6]

Subgénero: Syrittoxylota
- C. annulatus (Brunetti, 1913)[36]
- C. annulipes (Meijere, 1924)[37]
- C. auricomus Hippa, 1985[38]
- C. elegans (Hippa, 1985)[38]
- C. ornatipes (Sack, 1927)[39]
- C. quantulus Hippa, 1985[38]
- C. shirakii Hippa, 1985[38]

Subgénero: Xylotina
- C. atopos Yang & Cheng, 1998[40]
- C. calopus (Bigot, 1884)[41]
- C. decorus (Meijere, 1914)[42]
- C. doris (Curran, 1928)[43]
- C. jiangi He & Chu, 1997[44]
- C. maculiquadratus Chang & Yang, 1993[45]
- C. nepalensis Hippa, 1978[3]
- C. ornata (Brunetti, 1915)[46]

Subgénero: Xylotodes
- C. ambiguum (Shiraki, 1968)[47]
- C. eunotus (Loew, 1873)[48]
- C. japonicus (Shiraki, 1930)[49]
- C. nigricans (Shiraki, 1968)[47]
- C. fortis He & Chu, 1995[50]

Subgénero: Xylotomima
- C. acoetes (Séguy, 1948)[51]
- C. amurensis (Stackelberg, 1925)[52]
- C. anomalus (Shannon, 1925)[14]
- C. anthreas (Walker, 1849)[53]
- C. carbonus (Violovitsh, 1975)[54]
- C. chalybeus (Wiedemann, 1830)[33]
- C. choui He & Chu, 1992[55]
- C. curvaria (Curran, 1941)[22]
- C. discolor (Shiraki, 1968)[47]
- C. dubius (Shannon, 1926)[7]
- C. femoratus (Linnaeus, 1758)
- C. flexus (Curran, 1941)[22]
- C. fulviventris (Bigot, 1861)[56]
- C. inarmatus (Hunter, 1897)[57]
- C. jacobsoni (Stackelberg, 1921)[58]
- C. latifrons (Shiraki & Edashige, 1953)[59]
- C. libo (Walker, 1849)[53]
- C. longus (Coquillett, 1898)[60]
- C. metallicus (Wiedemann, 1830)[33]
- C. metallifer (Bigot, 1884)[41]
- C. nemorum (Fabricius, 1805)[61]
- C. nigripes (Zetterstedt, 1838)[62]
- C. nigromaculatus (Jones, 1917)[63]
- C. nitidus (Portschinsky, 1879)[64]
- C. okadomei (Violovich, 1976)[65]
- C. ontario (Curran, 1941)[22]
- C. pannonicus (Oldenberg, 1916)[66]
- C. parvus (Williston, 1887)[67]
- C. piger (Fabricius, 1794)[68]
- C. plesia (Curran, 1925)[1]
- C. reichi (Violovich, 1975)[54]
- C. rufipes (Loew, 1873)[48]
- C. sacawajeae (Shannon, 1926)[7]
- C. satanicus (Bigot, 1884)[41]
- C. vecors (Osten Sacken, 1875)[69]
- C. violovitshi (Bagatshanova, 1985)[70]

Incerta sedis
- C. amaculatus Huo, Ren & Zheng, 2007[71]
- C. eugenei Mutin, 1987[72]
- (Lista incompleta)